# D'Artagnan (schip, 1907)
De D'Artagnan is een varend monument dat wordt gebruikt als wachtschip door de scouts van Scouting Tiflo, een groep van Scouting Nederland in Aalsmeer, Admiraliteit 05 Rond Amstel en IJ. Het schip heeft in het ruim een keuken en kooien als slaapplaatsen. De scouts gebruiken het schip ook tijdens kampen. Het heeft een ligplaats aan een steiger in ‘de kleine Poel’ aan de Westeinderplassen bij Aalsmeer.

## Geschiedenis
Van het schip is weinig bekend over de periode dat het in de beroepsvaart heeft gevaren. Het had een mast en zwaarden en voer oorspronkelijk vaak in het IJsselmeergebied, vaak met zand en grint. In die tijd stond in de boeg nog een laadmotor, die met een lontje moest worden gestart. Het werd in de jaren '60 overgenomen. In de scoutingtijd is het laadgerei verwijderd, het ruim ingetimmerd en voor de leiding is de roef aangepast. Ook zijn de vaareigenschappen van het schip, dat nu zonder lading vaart, verbeterd door het met beton te verzwaren. 